# Santa Corinna
Santa Corinna è una frazione del comune di Noviglio in provincia di Milano. Si trova a sud di Noviglio, in posizione adiacente a Binasco. È attraversata dalla strada provinciale SP30 che divide la frazione in due nuclei ribattezzati Santa Corinna madre (o Santa Corinna vecchia) e Santa Corinna nuova.

## Monumenti e luoghi d'interesse

### Architetture religiose
La chiesa dello Spirito Santo venne voluta, in parte finanziata ed edificata dai residenti di Santa Corinna, i quali, prima della costruzione della chiesa, si recavano nella vicina frazione Conigo. La Chiesa e l'oratorio annesso furono progettati nel 1981; i lavori iniziarono l'anno seguente e terminarono nel 1990, anno in cui la chiesa venne consacrata dal cardinale Carlo Maria Martini. Il nucleo religioso venne completato nel 2001 con la costruzione della torre campanaria. Per l'edificazione della chiesa, i cittadini di Santa Corinna collaborarono attivamente alla costruzione. Architettonicamente, l'edificio religioso si discosta dalle forme più classiche dei luoghi di culto, e risulta così caratterizzato da linee più semplici ma anche più moderne.